# Ralph Crockett
Pour les articles homonymes, voir Crockett.
Ralph Crockett (vers 1522 à Barton dans le Cheshire - 1er octobre 1588 à Chichester dans le West Sussex) est un prêtre catholique anglais, accusé de trahison et exécuté sous le règne d'Elizabeth Ire. 

## Biographie
Issu d'une famille passée à l'Anglicanisme mais qui reviendra plus tard à la foi catholique, il a la chance de pouvoir faire de bonnes études. Il est diplômé du Christ College de Cambridge et du Gloucester Hall (en) de l'université d'Oxford. Converti dans des circonstances qui nous restent inconnues, il exerce le métier de maître d'école dans le comté de Norfolk et à Ipswich. Au début des années 1580, la pression s'accentue sur les catholiques. Sa conversion étant connue, il choisit de « se réfugier » dans sa région natale du Cheshire. À cette occasion, il mûrit sa vocation. Son projet est de se faire prêtre. Il décide en 1584 de se rendre discrètement sur le continent afin de rejoindre le collège anglais délocalisé sur Reims. Il est ordonné en 1585. Selon certaines sources, il aurait ensuite passé un an à Rome. En avril 1586, il repart pour l'Angleterre. Ils sont quatre prêtres Thomas Bramston, George Potter, Edward James martyrisé avec lui et lui-même à s'embarquer depuis Dieppe pour Littlehampton. À leur arrivée, ils sont immédiatement reconnus. Arrêtés, ils sont transférés vers la prison de Marshalsea. Ralph Crockett y restera emprisonné plus de quatre années avant d'être envoyé à Chichester pour être jugé. Le contexte lui est plus que défavorable. L'expédition militaire espagnole visant à envahir l'Angleterre est un échec. Tous les catholiques sont désormais suspectés d'être des ennemis du royaume. Ordonné prêtre catholique en France, il est doublement suspect. Il est condamné à mort. Il subit la peine réservée aux traîtres à savoir être pendu, traîné sur une claie jusqu'à la potence et mis en quart.

## Vénération
Reconnu comme un martyr catholique, Ralph Crockett fut béatifié en 1929 par le pape Pie XI avec cent six autres catholiques martyrisés comme lui. Figurant aussi dans la liste des martyrs de Douai, il est vénéré par l'Église catholique le 1er octobre et est compté dans la liste des Cent sept martyrs d'Angleterre et du pays de Galles.

## Voir également